# John Cornford
Rupert John Cornford (Cambridge, 27 de diciembre de 1915 - Lopera, Jaén, 28 de diciembre de 1936) fue un escritor y prominente comunista británico, además de brigadista internacional en la guerra civil española.

## Biografía
Hijo de Francis Macdonald Cornford, respetado catedrático de cultura clásica en la Universidad de Cambridge y de Frances Cornford (nacida Darwin), era tataranieto de Charles Darwin.
Se educó en Stowe School y el Trinity College así como en la London School of Economics. Antes de graduarse se unió al Partido Comunista de Gran Bretaña donde se encontró con otros destacados miembros del Trinity en dicha formación como Guy Burgess, Donald Maclean, Kim Philby y James Klugmann, así como a la historiadora Margot Heinemann, de quien fue amante y a quien dedicó varios poemas. Para 1933 ya era un activo miembro del Partido Comunista de Gran Bretaña. 
Durante la guerra civil española fue reclutado en la Universidad para formar parte de las Brigadas Internacionales. No obstante, se integró primero en las unidades del Partido Obrero de Unificación Marxista (POUM) en el Frente de Aragón en agosto de 1936, para regresar a Inglaterra y volver de nuevo a España en diciembre del mismo año, ahora sí como miembro de la XIV Brigada Internacional. Murió durante una acción durante la batalla de Lopera, donde ya había fallecido el día anterior Ralph Fox, en el llamado Frente de Andalucía.

### Reconocimientos
En 1999 se inauguró en Lopera un monumento homenaje a Ralph Fox, Cornford y el resto de brigadistas en el centro del llamado Jardín de los poetas ingleses.

## Obra literaria
Considerado un representante del modernismo poético y el Modernismo anglosajón, sus trabajos más conocidos son The Last Mile to Huesca (1936) y Poems from Spain (1936).
- Understand the Weapon, Understand the Wound: Selected Writings of John Cornford (1976) editado por Jonathan Galassi
- Peter Stansky, William Abrahams, Journey to the Frontier; Two roads to the Spanish Civil War.